# Функція дільників

Функція дільників σ_{0}(n) до n = 250

Сигма-функція σ_{1}(n) до n = 250

сума квадратів дільників, σ_{2}(n), до n = 250

Функція дільників  — арифметична функція, пов'язана з дільниками цілого числа. Функція відома також під назвою функція дивізорів. Застосовується, зокрема, при дослідженні зв'язку дзета-функції Рімана і рядів Ейзенштейна для модулярних форм. Вивчалася Рамануджаном, який вивів ряд важливих рівностей в модульній арифметиці і арифметичних тотожностей.
З функцією дільників тісно пов'язана суматорна функція дільників, яка, як випливає з назви, є сумою функції дільників.

## Означення
Функція сума додатних дільників σx(n)  для дійсного або комплексного числа x визначається як сума x степенів додатних дільників числа n. Функцію можна виразити формулою
{\displaystyle \sigma _{x}(n)=\sum _{d|n}d^{x}\,\!,}
де {\displaystyle {d|n}} означає «d ділить n».
Найважливішими частковими випадками є x = 0 і x = 1. Для позначення σ0(n) або функції кількості дільників використовуються також позначення d(n), ν(n) и τ(n)  (від німецького  Teiler  = дільник)  . У цьому випадку функція має просту геометричну інтерпретацію: σ0(n) = d(n)  дорівнює кількості точок (x, y) з цілими координатами у «правому верхньому квадранті», що лежать на гіперболі xy = n.
Якщо x дорівнює 1, функція називається  сигма-функцією або сумою дільників  і індекс часто опускається, так що σ(n) є еквівалентним σ1(n) .
Пов'язаною з σ(n) є функція s(n), що є рівною сумі власних дільників (тобто дільників, за винятком самого n) , тобто  s(n) = σ1(n) - n.

## Приклади
Наприклад,  σ0(12) — кількість дільників числа 12:
{\displaystyle {\begin{aligned}\sigma _{0}(12)&=1^{0}+2^{0}+3^{0}+4^{0}+6^{0}+12^{0}\\&=1+1+1+1+1+1=6,\end{aligned}}}
тоді як σ1(12) — сума всіх дільників:
{\displaystyle {\begin{aligned}\sigma _{1}(12)&=1^{1}+2^{1}+3^{1}+4^{1}+6^{1}+12^{1}\\&=1+2+3+4+6+12=28,\end{aligned}}}
і сума s(12) власних дільників є рівною:
{\displaystyle {\begin{aligned}s(12)&=1^{1}+2^{1}+3^{1}+4^{1}+6^{1}\\&=1+2+3+4+6=16.\end{aligned}}}

## Таблиця значень
| n  | Дільники     | σ0(n) | σ1(n) | s(n) = σ1(n) − n | Коментарі                                                                     |
| -- | ------------ | ----- | ----- | ---------------- | ----------------------------------------------------------------------------- |
| 1  | 1            | 1     | 1     | 0                | квадрат: значення σ0(n) є непарним; степінь 2: s(n) = n − 1 (майже досконале) |
| 2  | 1,2          | 2     | 3     | 1                | просте: σ1(n) = 1+n, так що s(n) =1                                           |
| 3  | 1,3          | 2     | 4     | 1                | просте: σ1(n) = 1+n, так що s(n) =1                                           |
| 4  | 1,2,4        | 3     | 7     | 3                | квадрат: σ0(n) є непарним; степінь 2: s(n) = n − 1 (майже досконале)          |
| 5  | 1,5          | 2     | 6     | 1                | просте: σ1(n) = 1+n, так що s(n) =1                                           |
| 6  | 1,2,3,6      | 4     | 12    | 6                | перше досконале число: s(n) = n                                               |
| 7  | 1,7          | 2     | 8     | 1                | просте: σ1(n) = 1+n, так що s(n) =1                                           |
| 8  | 1,2,4,8      | 4     | 15    | 7                | степінь 2: s(n) = n - 1 (майже досконале)                                     |
| 9  | 1,3,9        | 3     | 13    | 4                | квадрат: σ0(n) є непарним                                                     |
| 10 | 1,2,5,10     | 4     | 18    | 8                |                                                                               |
| 11 | 1,11         | 2     | 12    | 1                | просте: σ1(n) = 1+n, так що s(n) =1                                           |
| 12 | 1,2,3,4,6,12 | 6     | 28    | 16               | перше надлишкове число: s(n) > n                                              |
| 13 | 1,13         | 2     | 14    | 1                | просте: σ1(n) = 1+n, так що s(n) =1                                           |
| 14 | 1,2,7,14     | 4     | 24    | 10               |                                                                               |
| 15 | 1,3,5,15     | 4     | 24    | 9                |                                                                               |
| 16 | 1,2,4,8,16   | 5     | 31    | 15               | квадрат: σ0(n) є непарним; степінь 2: s(n) = n - 1 (майже досконале)          |

| σ0(n) | +0 | +1 | +2 | +3 | +4 | +5 | +6 | +7 | +8 | +9 | +10 | +11 |
| ----- | -- | -- | -- | -- | -- | -- | -- | -- | -- | -- | --- | --- |
| 0+    |    | 1  | 2  | 2  | 3  | 2  | 4  | 2  | 4  | 3  | 4   | 2   |
| 12+   | 6  | 2  | 4  | 4  | 5  | 2  | 6  | 2  | 6  | 4  | 4   | 2   |
| 24+   | 8  | 3  | 4  | 4  | 6  | 2  | 8  | 2  | 6  | 4  | 4   | 4   |
| 36+   | 9  | 2  | 4  | 4  | 8  | 2  | 8  | 2  | 6  | 6  | 4   | 2   |
| 48+   | 10 | 3  | 6  | 4  | 6  | 2  | 8  | 4  | 8  | 4  | 4   | 2   |
| 60+   | 12 | 2  | 4  | 6  | 7  | 4  | 8  | 2  | 6  | 4  | 8   | 2   |
| 72+   | 12 | 2  | 4  | 6  | 6  | 4  | 8  | 2  | 10 | 5  | 4   | 2   |
| 84+   | 12 | 4  | 4  | 4  | 8  | 2  | 12 | 4  | 6  | 4  | 4   | 4   |
| 96+   | 12 | 2  | 6  | 6  | 9  | 2  | 8  | 2  | 8  | 8  | 4   | 2   |
| 108+  | 12 | 2  | 8  | 4  | 10 | 2  | 8  | 4  | 6  | 6  | 4   | 4   |
| 120+  | 16 | 3  | 4  | 4  | 6  | 4  | 12 | 2  | 8  | 4  | 8   | 2   |
| 132+  | 12 | 4  | 4  | 8  | 8  | 2  | 8  | 2  | 12 | 4  | 4   | 4   |

| σ1(n) | +0  | +1  | +2  | +3  | +4  | +5  | +6  | +7  | +8  | +9  | +10 | +11 |
| ----- | --- | --- | --- | --- | --- | --- | --- | --- | --- | --- | --- | --- |
| 0+    |     | 1   | 3   | 4   | 7   | 6   | 12  | 8   | 15  | 13  | 18  | 12  |
| 12+   | 28  | 14  | 24  | 24  | 31  | 18  | 39  | 20  | 42  | 32  | 36  | 24  |
| 24+   | 60  | 31  | 42  | 40  | 56  | 30  | 72  | 32  | 63  | 48  | 54  | 48  |
| 36+   | 91  | 38  | 60  | 56  | 90  | 42  | 96  | 44  | 84  | 78  | 72  | 48  |
| 48+   | 124 | 57  | 93  | 72  | 98  | 54  | 120 | 72  | 120 | 80  | 90  | 60  |
| 60+   | 168 | 62  | 96  | 104 | 127 | 84  | 144 | 68  | 126 | 96  | 144 | 72  |
| 72+   | 195 | 74  | 114 | 124 | 140 | 96  | 168 | 80  | 186 | 121 | 126 | 84  |
| 84+   | 224 | 108 | 132 | 120 | 180 | 90  | 234 | 112 | 168 | 128 | 144 | 120 |
| 96+   | 252 | 98  | 171 | 156 | 217 | 102 | 216 | 104 | 210 | 192 | 162 | 108 |
| 108+  | 280 | 110 | 216 | 152 | 248 | 114 | 240 | 144 | 210 | 182 | 180 | 144 |
| 120+  | 360 | 133 | 186 | 168 | 224 | 156 | 312 | 128 | 255 | 176 | 252 | 132 |
| 132+  | 336 | 160 | 204 | 240 | 270 | 138 | 288 | 140 | 336 | 192 | 216 | 168 |

| σ2(n) | +0    | +1    | +2    | +3    | +4    | +5    | +6    | +7    | +8    | +9    | +10   | +11   |
| ----- | ----- | ----- | ----- | ----- | ----- | ----- | ----- | ----- | ----- | ----- | ----- | ----- |
| 0+    |       | 1     | 5     | 10    | 21    | 26    | 50    | 50    | 85    | 91    | 130   | 122   |
| 12+   | 210   | 170   | 250   | 260   | 341   | 290   | 455   | 362   | 546   | 500   | 610   | 530   |
| 24+   | 850   | 651   | 850   | 820   | 1050  | 842   | 1300  | 962   | 1365  | 1220  | 1450  | 1300  |
| 36+   | 1911  | 1370  | 1810  | 1700  | 2210  | 1682  | 2500  | 1850  | 2562  | 2366  | 2650  | 2210  |
| 48+   | 3410  | 2451  | 3255  | 2900  | 3570  | 2810  | 4100  | 3172  | 4250  | 3620  | 4210  | 3482  |
| 60+   | 5460  | 3722  | 4810  | 4550  | 5461  | 4420  | 6100  | 4490  | 6090  | 5300  | 6500  | 5042  |
| 72+   | 7735  | 5330  | 6850  | 6510  | 7602  | 6100  | 8500  | 6242  | 8866  | 7381  | 8410  | 6890  |
| 84+   | 10500 | 7540  | 9250  | 8420  | 10370 | 7922  | 11830 | 8500  | 11130 | 9620  | 11050 | 9412  |
| 96+   | 13650 | 9410  | 12255 | 11102 | 13671 | 10202 | 14500 | 10610 | 14450 | 13000 | 14050 | 11450 |
| 108+  | 17220 | 11882 | 15860 | 13700 | 17050 | 12770 | 18100 | 13780 | 17682 | 15470 | 17410 | 14500 |
| 120+  | 22100 | 14763 | 18610 | 16820 | 20202 | 16276 | 22750 | 16130 | 21845 | 18500 | 22100 | 17162 |
| 132+  | 25620 | 18100 | 22450 | 21320 | 24650 | 18770 | 26500 | 19322 | 27300 | 22100 | 25210 | 20740 |

Випадки {\displaystyle x=2}, {\displaystyle x=3} і так далі входять в послідовності
 A001157,  A001158,  A001159,
 A001160,  A013954,  A013955 …

## Властивості
- Для цілих, які не є квадратами, кожен дільник d числа n має пов'язаний дільник n/d, і тому для таких чисел {\displaystyle \sigma _{0}(n)} завжди є парним. Для квадратів один дільник, а саме {\displaystyle {\sqrt {n}}}, не має пари, так що для них {\displaystyle \sigma _{0}(n)} завжди є непарним числом.

- Для простого числа p,

{\displaystyle {\begin{aligned}\sigma _{0}(p)&=2\\\sigma _{0}(p^{n})&=n+1\\\sigma _{1}(p)&=p+1\end{aligned}}}
оскільки, за означенням, просте число ділиться тільки на одиницю і самого себе.
- Якщо pn# позначає прайморіал, то

{\displaystyle \sigma _{0}(p_{n}\#)=2^{n}}
- Для всіх {\displaystyle n>2} виконуються нерівності {\displaystyle 1<\sigma _{0}(n)<n} і {\displaystyle n{\sqrt {n}}>\sigma (n)>n}.

Для складених чисел виконується нерівність {\displaystyle \sigma (n)>n+n^{\frac {1}{2}}}.
Для будь-яких цілих чисел більших одиниці {\displaystyle \sigma (mn)>\sigma (n)+\sigma (m)\,}.
Для всіх {\displaystyle n} окрім 1,2,3,4,6 и 8 виконується нерівність Анапурни),,:
{\displaystyle \sigma (n)<{\frac {6}{\pi ^{2}}}\cdot n^{\frac {3}{2}}}
Для всіх натуральних чисел {\displaystyle n} і {\displaystyle m} виконується нерівність Сіварамакрішнана — Венкатараманана:
{\displaystyle \sigma _{m}(n)\geq n^{\frac {m}{2}}\cdot \sigma _{0}(n)}
Нерівність Ленгфорда
{\displaystyle \sigma (n)\leq {\frac {1}{2}}(n+1)\sigma _{0}(n)}
- У кільці арифметичних функцій функція дільників є оборотним елементом і можна дати еквівалентне означення[9]: {\displaystyle \sigma _{x}=\iota _{0}*\iota _{x},\,} де, за означенням {\displaystyle \iota _{x}(n)=n^{x}}, а * позначає згортку Діріхле. Оберненим елементом для функції σx є мультиплікативна арифметична функція задана як[10]:
{\displaystyle \left(\sigma _{x}^{-1}\right)(p^{k})={\begin{cases}1{\text{,}}&k=0\\-1-p^{x}{\text{,}}&k=1\\p^{x}{\text{,}}&k=2\\0{\text{,}}&k>2\end{cases}}} Для цієї функції виконується рівність {\displaystyle \sigma _{x}^{-1}=(\iota _{x}\mu )*\mu \,}, і зокрема для {\displaystyle x=0}: {\displaystyle \sigma _{0}^{-1}=\mu *\mu \,}, де {\displaystyle \mu } — функція Мебіуса.
- При тих же позначеннях{\displaystyle \sigma _{-x}=\iota _{-x}\sigma _{x}.\,}

- Функція дільників є мультиплікативною, але не цілком мультиплікативною.

Якщо {\displaystyle m,n} — взаємно прості натуральні числа, і {\displaystyle d^{*}|mn}, то {\displaystyle d^{*}=dd'}, де {\displaystyle d|m} і {\displaystyle d'|m} і до того ж такий запис є єдиним (з точністю до порядку множників). Навпаки, якщо {\displaystyle d|m} і {\displaystyle d'|n}, то {\displaystyle dd'|mn}. Тому {\displaystyle \sum _{d|m}d^{x}\sum _{d'|n}(d')^{x}=\sum _{d^{*}|mn}(d^{*})^{x}}, тобто {\displaystyle \sigma _{x}(m)\sigma _{x}(n)=\sigma _{x}(mn)}.
Натомість, наприклад, {\displaystyle \sigma _{x}(2)=1+2^{x},\ \sigma _{x}(4)=1+2^{x}+4^{x}} і тому {\displaystyle \sigma _{x}(2)\cdot \sigma _{x}(2)=1+2\cdot 2^{x}+4^{x}\neq \sigma _{x}(4)=1+2^{x}+4^{x}}.
- Якщо записати

{\displaystyle n=\prod _{i=1}^{r}p_{i}^{a_{i}}},
де r = ω(n) — кількість простих дільників числа n, pi — i-й простий дільник, а ai — максимальний степінь pi, на який ділиться n, то з мультиплікативності функції дільників отримуємо:
{\displaystyle \sigma _{x}(n)=\prod _{i=1}^{r}\sum _{j=0}^{a_{i}}p_{i}^{jx}=\prod _{i=1}^{r}(1+p_{i}^{x}+p_{i}^{2x}+\cdots +p_{i}^{a_{i}x}).}.
Використовуючи формулу суми геометричної прогресії, також можна записами:
{\displaystyle \sigma _{x}(n)=\prod _{i=1}^{r}{\frac {p_{i}^{(a_{i}+1)x}-1}{p_{i}^{x}-1}}},
- Якщо у попередній формулі взяти x = 0, отримаємо, що d(n) є рівним:

{\displaystyle \sigma _{0}(n)=\prod _{i=1}^{r}(a_{i}+1).}
Приклад, число n = 24 має два простих дільники — p1 = 2 і p2 = 3. Оскільки 24 — добуток 23×31, то a1 = 3 і a2 = 1.
Тепер можна обчислити {\displaystyle \sigma _{0}(24)}:
{\displaystyle {\begin{aligned}\sigma _{0}(24)&=\prod _{i=1}^{2}(a_{i}+1)\\&=(3+1)(1+1)=4\times 2=8.\end{aligned}}}
Вісім дільників числа 24 — 1, 2, 4, 8, 3, 6, 12 і 24.
- Функція s(n) використовується для означення досконалих чисел — для них s(n) = n. Якщо s (n) > n, то n називається надлишковим, а якщо s(n) < n, то n називається недостатнім.

Якщо n — степінь двійки, тобто {\displaystyle n=2^{k}}, то {\displaystyle \sigma (n)=2\times 2^{k}-1=2n-1,} і s(n) = n-1, що робить n майже досконалим.
- Як приклад, для двох простих p і q (де p < q), нехай {\displaystyle n=pq.}

Тоді
{\displaystyle \sigma (n)=(p+1)(q+1)=n+1+(p+q),}
{\displaystyle \phi (n)=(p-1)(q-1)=n+1-(p+q),}
і
{\displaystyle n+1=(\sigma (n)+\phi (n))/2,}
{\displaystyle p+q=(\sigma (n)-\phi (n))/2,}
де φ(n) — функція Ейлера.
Тоді корені p і q рівняння:
{\displaystyle (x-p)(x-q)=x^{2}-(p+q)x+n=x^{2}-[(\sigma (n)-\phi (n))/2]x+[(\sigma (n)+\phi (n))/2-1]=0}
можна виразити через σ(n) и φ(n) :
{\displaystyle p=(\sigma (n)-\phi (n))/4-{\sqrt {[(\sigma (n)-\phi (n))/4]^{2}-[(\sigma (n)+\phi (n))/2-1]}},}
{\displaystyle q=(\sigma (n)-\phi (n))/4+{\sqrt {[(\sigma (n)-\phi (n))/4]^{2}-[(\sigma (n)+\phi (n))/2-1]}}.}
Знаючи n і або σ(n), або φ(n) (чи знаючи p+q і або σ(n) або φ(n)) можна знайти p і q.
- В 1984 році Хіз-Браун (Roger Heath-Brown) довів, що рівність

{\displaystyle \sigma _{0}(n)=\sigma _{0}(n+1)}
виконується для нескінченної кількості натуральних чисел.

## Зв'язок з рядами
Два ряди Діріхле, із функцією дільників:
{\displaystyle \sum _{n=1}^{\infty }{\frac {\sigma _{a}(n)}{n^{s}}}=\zeta (s)\zeta (s-a),}
і при позначенні d(n) = σ0(n) зокрема
{\displaystyle \sum _{n=1}^{\infty }{\frac {d(n)}{n^{s}}}=\zeta ^{2}(s),}
Інший ряд, де використовуються ці функції:
{\displaystyle \sum _{n=1}^{\infty }{\frac {\sigma _{a}(n)\sigma _{b}(n)}{n^{s}}}={\frac {\zeta (s)\zeta (s-a)\zeta (s-b)\zeta (s-a-b)}{\zeta (2s-a-b)}}.}
Ряд Ламбера, із функцією дільників:
{\displaystyle \sum _{n=1}^{\infty }q^{n}\sigma _{a}(n)=\sum _{n=1}^{\infty }{\frac {n^{a}q^{n}}{1-q^{n}}}}
для будь-якого комплексного |q| ≤ 1 і a.
Ця сума зустрічається також в рядах Фур'є для рядів Ейзенштейна і в інваріантах еліптичних функцій Вейєрштраса.

## Асимптотична швидкість росту

### Швидкість росту кількості дільників
- Для всіх {\displaystyle \varepsilon >0} справедливою є границя:

{\displaystyle \varlimsup _{n\to \infty }{\frac {d(n)}{(\log n)^{\varepsilon }}}=\infty .}
Дійсно можна вибрати таке ціле число {\displaystyle k}, що {\displaystyle k\leqslant \varepsilon <k+1} і позначаючи {\displaystyle p_{k}} — k-те по величині просте число можна ввести числа {\displaystyle n_{i}=(2\cdot 3\cdot \ldots \cdot p_{k})^{i}} для {\displaystyle i\in \mathbb {N} }.  Тоді з формули кількості дільників через розклад на добуток простих чисел {\displaystyle d(n_{i})=(i+1)^{k+1}>i^{k+1}=\left({\frac {\log n_{i}}{\log(2\cdot \ldots \cdot p_{k+1})}}\right)^{k+1}>c(\log n_{i})^{k+1}}, де {\displaystyle c} — константа, що не залежить від {\displaystyle i}. Позначивши {\displaystyle \delta =k+1-\varepsilon } з попередньої нерівності отримаємо {\displaystyle \lim _{i\to \infty }{\frac {d(n_{i})}{(\log n_{i})^{\varepsilon }}}>\lim _{i\to \infty }c(\log n_{i})^{\delta }=\infty .}
- З іншого боку функція кількості дільників задовольняє нерівність[11]

для всіх {\displaystyle \epsilon >0,\quad d(n)=o(n^{\epsilon })}, тобто {\displaystyle \lim _{n\to \infty }{\frac {d(n)}{n^{\varepsilon }}}=0.}
- Северин Вігерт дав більш точну оцінку

{\displaystyle \varlimsup _{n\to \infty }{\frac {\log d(n)}{\log n/\log \log n}}=\log 2.}
- З іншого боку, для будь-якого простого числа {\displaystyle d(p)=2} і з огляду на нескінченність множини простих чисел,

{\displaystyle \varliminf _{n\to \infty }d(n)=2.}
- Діріхле показав, що середній порядок функції дільників задовольняє нерівність:

Для всіх {\displaystyle x\geq 1,\sum _{n\leq x}d(n)=x\log x+(2\gamma -1)x+O({\sqrt {x}}),}
де {\displaystyle \gamma } — стала Ейлера — Маскероні.
Завдання покращити границю {\displaystyle O({\sqrt {x}})} в цій формулі називається проблемою Діріхле про дільники.

### Швидкість росту суми дільників
- Поведінка сигма функції є нерівномірною. Асимптотичну швидкість росту сигма функції можна виразити формулою:

{\displaystyle \varlimsup _{n\rightarrow \infty }{\frac {\sigma (n)}{n\,\log \log n}}=e^{\gamma }.}
Цей результат називається теоремою Гронвала (Gronwall) і був опублікований у 1913 році . Його доведення використовує третю теорему Мертенса, яка стверджує, що
{\displaystyle \lim _{n\to \infty }{\frac {1}{\log n}}\prod _{p\leq n}{\frac {p}{p-1}}=e^{\gamma },}
де p — просте число.
- У 1915 році Рамануджан довів, що при виконанні гіпотези Рімана нерівність

{\displaystyle \ \sigma (n)<e^{\gamma }n\log \log n} (нерівність Робіна)
виконується для всіх досить великих n .
У 1984 році Гай Робін довів, що нерівність є вірною для всіх n ≥ 5041 в тому і тільки в тому випадку, якщо гіпотеза Рімана є вірною . Це твердження називається теоремою Робіна.
Найбільше відоме число, що порушує нерівність Робіна — n = 5040. Якщо гіпотеза Рімана вірна, то немає більших чисел, що порушують нерівність. Робін показав, що в разі помилковості гіпотези існує нескінченна кількість чисел n, що порушують нерівність, і відомо, що найменше з таких чисел n ≥ 5041 має бути надлишковим числом . Було показано, що нерівність виконується для великих непарних вільних від квадратів чисел, і що гіпотеза Рімана еквівалентна виконанню нерівності для всіх чисел n, що діляться на п'ятий степінь простого числа 
- Джефрі Лагаріас (Jeffrey Lagarias) в 2002 році довів, що гіпотеза Рімана еквівалентна твердженням

{\displaystyle \sigma (n)\leq H_{n}+\ln(H_{n})e^{H_{n}}}
для будь-якого натурального n, де {\displaystyle H_{n}} — n-е гармонічне число .
- Робін довів, що нерівність

{\displaystyle \ \sigma (n)<e^{\gamma }n\log \log n+{\frac {0.6483\ n}{\log \log n}}}
виконується для n ≥ 3 без будь-яких додаткових умов.